# Gymnangium longicaudum
Gymnangium longicaudum är en nässeldjursart som först beskrevs av Nutting 1900.  Gymnangium longicaudum ingår i släktet Gymnangium och familjen Aglaopheniidae. Inga underarter finns listade i Catalogue of Life.